# Multiplication végétative

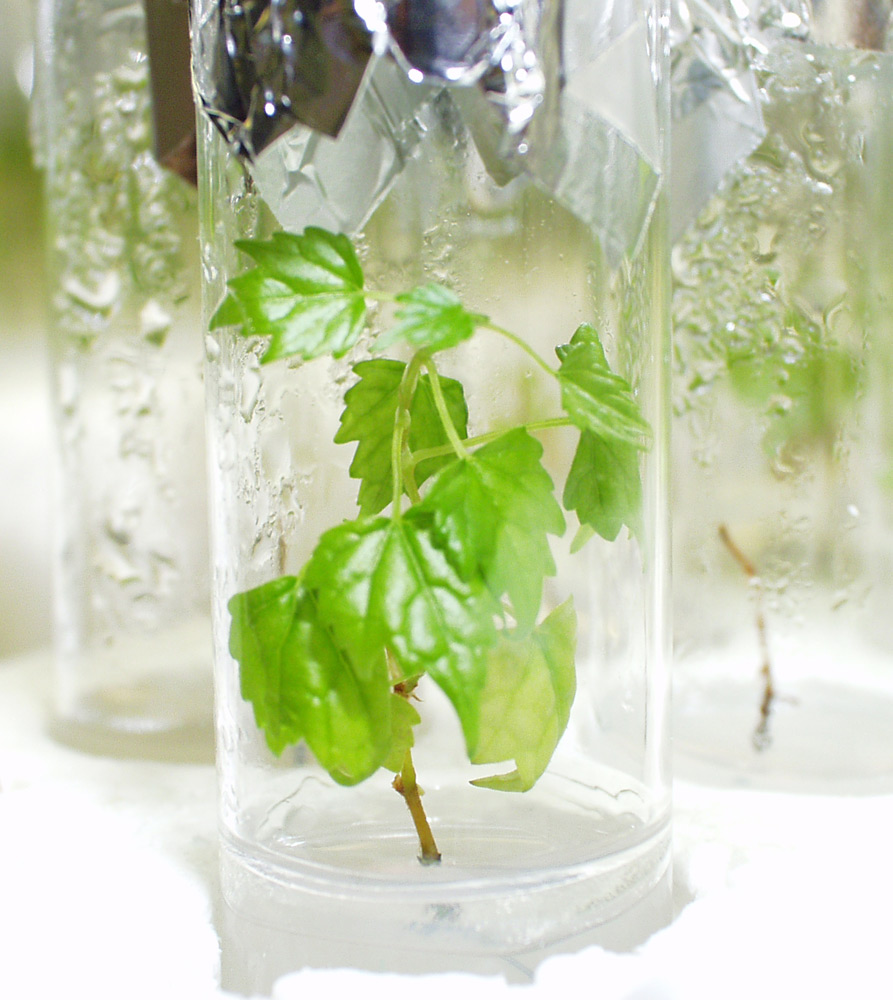
Culture in vitro de la vigne au centre de recherches Forschungsanstalt Geisenheim. Elle permet de produire rapidement de grandes quantités de plants, mais au détriment de la diversité génétique.

La multiplication végétative, appelée aussi reproduction végétative, est un mode de multiplication permettant aux organismes végétaux de se multiplier sans reproduction sexuée (biogenèse végétale).
D'un point de vue génétique, il s'agit d'un mode de multiplication asexuée qui engendre de nouveaux individus possédant le même génome et qui sont donc des clones, si bien qu'on parle aussi de reproduction clonale. La reproduction sexuée donne quant à elle de nouveaux individus possédant un nouveau génome, mélange de celui des deux parents.

## Une forme de reproduction complémentaire de la reproduction sexuée
La multiplication végétative est un phénomène naturel : ces processus rencontrés principalement chez les plantes herbacées et ligneuses (arbres et arbustes) mettent la plupart du temps en jeu des modifications structurelles de la tige. Les racines et autres organes souterrains peuvent également contribuer à la multiplication végétative, et chez certaines plantes comme les succulentes même les feuilles sont utilisées. Les nouvelles plantes sont réellement des individus nouveaux ; le processus semble évidemment même remettre à zéro l’« horloge cellulaire » de la plante qui ultimement déterminera la mort de l'individu.
Au sens le plus large, tous les végétaux sont clonaux, si bien que la vision des plantes comme un individu est remise en cause. Du fait de la spécialisation tardive de leurs cellules (totipotence) et de leur organisation modulaire, où chaque module comprend des tissus somatiques et méristématiques, toutes les plantes peuvent être régénérées à partir de l’une de leurs parties. Par provocation, il est tentant de dire que tous les organismes végétaux sont coloniaires.
Ces formes de multiplication végétative constituent un moyen rapide et efficace pour un type de plante de se répandre sur un sol ou un autre milieu colonisable par la vie (eau, roche...). Néanmoins, la faible diversité des individus, notamment héréditaire, due à ces modes de biogenèse, entraîne le risque que ces cultures soient ravagées par une espèce phytophage (spécialisée ou opportuniste) ou par des pathogènes qui y sont adaptés.

## Utilisation par l'Homme
Ces divers processus de multiplication végétative sont souvent et depuis longtemps utilisés par l'homme pour cloner les végétaux (bouturage, marcottage), et plus récemment par culture in vitro. Elle est ainsi à la base de nombreuses biotechnologies végétales.

## Grands types de multiplication végétative

### Bouturage

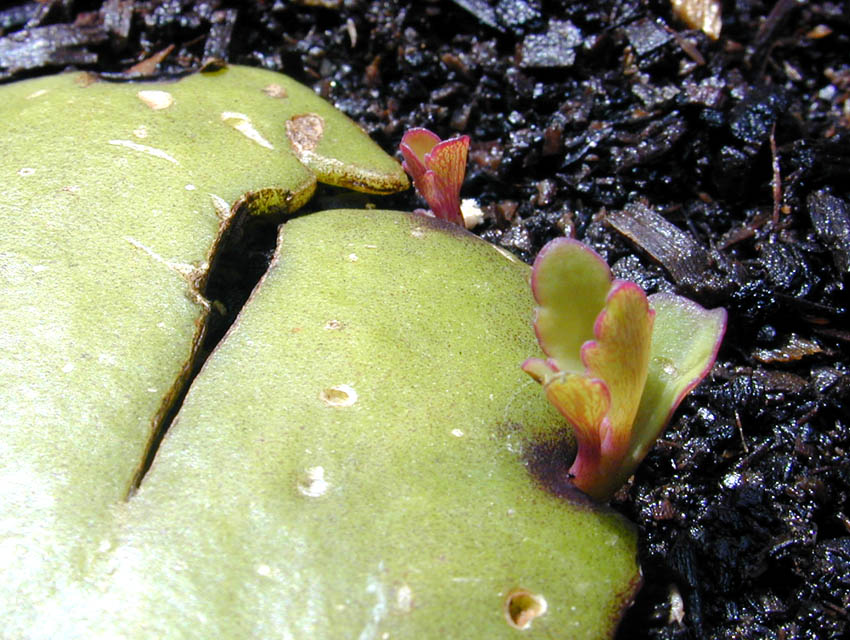
Auto-bouturage de Kalanchoe pinnata (Lamarck) Persoon.

Le bouturage est un mode de multiplication végétative de certaines plantes consistant à donner naissance à un nouvel individu (individu enfant du plant mère) à partir d'un organe ou d'un fragment d'organe isolé. C'est un clonage fixateur : la bouture est génétiquement identique à la plante mère. Le bouturage se fait par dédifférenciation cellulaire au niveau du méristème. Le bouturage peut être naturel (fragmentation mécanique des thalles) ou artificiellement provoqué (par les jardiniers amateurs ou en pépinière). Exemples : le saule, les succulentes, l'olivier, la vigne, la pomme de terre, le géranium.
Pour certaines espèces comme la renouée du Japon (Fallopia japonica), la capacité de bouturage est telle que même de petits fragments (tels que ceux communément obtenus en passant la plante-mère dans un broyeur de végétaux) sont capables de reformer facilement un individu complet. C'est entre autres cette capacité qui fait de cette plante une espèce invasive.

### Marcottage
Le marcottage est une technique de multiplication végétative permettant de multiplier une plante en plaçant une branche encore reliée au pied de la plante mère dans un substrat humide. Cette technique peut être pratiquée pour de nombreuses plantes. La plante obtenue par cette technique aura un génotype identique à la plante mère dont elle est issue.

### Greffage
Le greffage est une technique de multiplication végétative qui consiste à effectuer une greffe, c'est-à-dire à mettre un greffon issu d'une plante dans une autre plante qu'on appelle porte-greffe pour les qualités recherchées dans cette plante.
Attention : le greffon et le porte-greffe doivent être compatibles, ce qui est plus souvent le cas s’ils sont de même famille botanique.
Il y a plusieurs techniques de greffage dont les plus connues sont :
- La greffe en écusson, ex. : l'abricotier, le pêcher ;
- La greffe en fente, ex. : le pommier, le poirier.

## Formation d'organes spécialisés
Lors de la multiplication végétative, il y a formation de nouveaux organes appelés « organes spécialisés ».

### Rhizomes
Les rhizomes sont des tiges plus ou moins souterraines, à croissance horizontale dont les feuilles sont réduites à des écailles et sur lesquelles apparaissent des bourgeons qui donneront des plantes identiques à celle du rhizome mère. Ce sont des structures pérennes (vivant plusieurs années), qui comportent souvent des racines adventives. Ils se différencient en cela nettement des tubercules.
Exemples : bambous, iris rhizomateux (Iris unguicularis).

### Stolons
Les stolons sont des rameaux à croissance horizontale (au bas de terre) et dont les feuilles sont réduites à des écailles ; c'est le bourgeon terminal qui s'enracine et donne un nouvel individu ; les individus restent attachés les uns aux autres par le stolon au moins provisoirement. On peut couper les stolons une fois que les racines sont bien formées et repiquer les nouvelles plantes à bonnes distances si l'on veut obtenir un meilleur résultat pour les prochains fruits. On distingue :
- des stolons aériens notamment chez le fraisier des bois (Fragaria vesca), la saxifrage stolonifère (Saxifraga stolonifera), le pilea nain (Pilea pumila)
- des stolons souterrains ou drageons chez l'oyat (Ammophila arenaria)

### Apomixie
La reproduction apomictique, ou apomixie, désigne la production de graines par des fleurs sans qu'il y ait eu fécondation. La plante produit donc des graines portant le même patrimoine génétique qu'elle-même.
Les pissenlits sont des plantes produisant beaucoup de graines par apomixie.

### Bulbilles

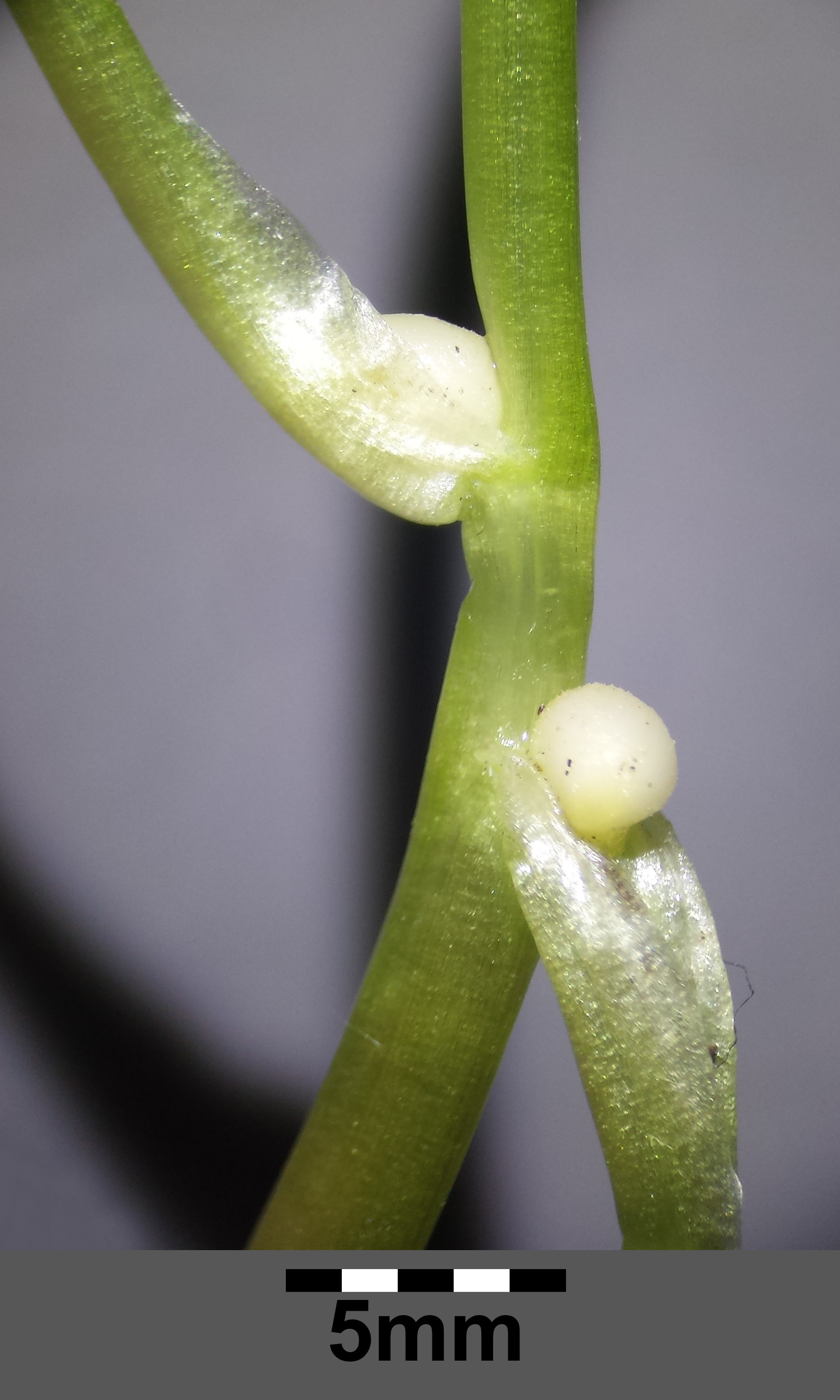
Bulbilles de Ficaria verna subsp. bulbilifera

Les bulbilles sont de petits tubercules issus de bourgeons axillaires qui ayant accumulé des réserves peuvent assurer la multiplication végétative en se détachant de la plante mère.
Chez Lilium lancifolium et Begonia grandis ssp. evansiana ils se forment à la base de leur inflorescence. Chez Saxifraga granulata ils se développent juste sous la surface du sol. Dans l'épi florifère de Polygonum viviparum ce sont les fleurs inférieures qui se transforment en bulbilles.
Exemples : Genre Bryophyllum (ou Kalanchoe, famille des Crassulacées) ou l'oignon (Allium cepa).
La Gagée à spathe ne se reproduit que végétativement à l'aide de bulbilles, un seul pied pouvant en produire 54.

### Caïeux
Les caïeux (ou cayeux) sont de jeunes petits bulbes produits par un autre bulbe.
Exemples : ail (Allium sativum), safran (Crocus sativus).

### Rejets
Certaines plantes émettent de jeunes plantes sur les côtés appelés « rejets », « surgeons » ou « drageons » si elles se développent à partir de racines.
Les plantes de la famille des Broméliacées, par exemple, émettent des rejets lors de la floraison, car elles meurent après celle-ci.

### Keikis
Les keikis sont de petites plantes apparaissant sur les hampes florales de certaines orchidées.
Exemple : orchidées-papillons (Phalaenopsis).

### Propagules
Les propagules sont de petits amas arrondis de cellules produits dans des corbeilles à propagules.
Ces organes se rencontrent chez les Bryophytes, les Chromista ou chez la Kalanchoe daigremontiana.

### Hormogonies
Chez certaines algues, un fragment du thalle peut se détacher et redonner un individu entier. Ce fragment colonisateur est appelé hormogonie.